# Église française réformée de Potsdam
Pour les articles homonymes, voir Église française réformée .
L'église française réformée de Potsdam, en allemand Französische-Reformierte Kirche, est une œuvre tardive de l'architecte Georg Wenzeslaus von Knobelsdorff dont la construction fut supervisée par Johan Bouman.   Avec l’Édit de Potsdam, le grand électeur Frédéric-Guillaume Ier avait proposé une nouvelle patrie aux expulsés ou exilés huguenots  de France. L'église fut construite entre 1752 et 1753 pour accueillir la communauté française réformée de Potsdam dont  le nombre était en augmentation constante. Depuis la destruction massive de Potsdam pendant la seconde guerre mondiale dans la nuit du 14 au 15 avril 1945, l’église française est le bâtiment religieux le plus ancien conservé en l’état aujourd'hui dans la vieille ville historique de la capitale brandebourgeoise.

## Historique de sa construction

### Fondations et construction

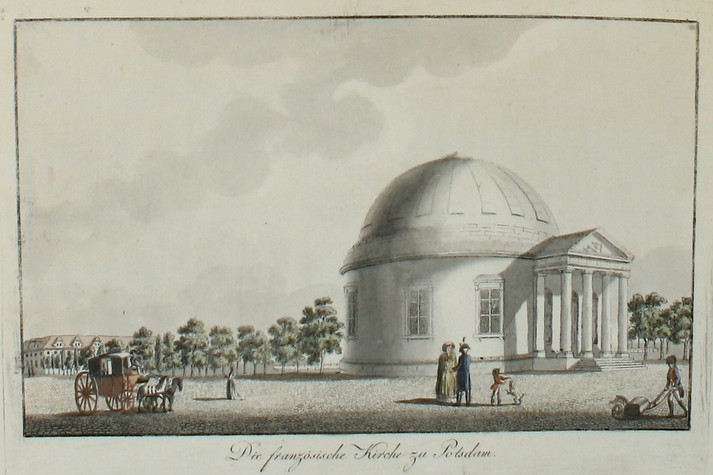
L'église française en 1790 à Potsdam, eau-forte, artiste inconnu

L'église fut bâtie à l'angle sud-est de l'actuelle place « Bassinplatz », à l’origine un terrain vague entre le quartier hollandais et le quartier français. Ce terrain était marécageux et il n’est devenu propriété  communale que depuis 1733. Entre 1737 et 1739,  le  maître d’œuvre et concepteur  hollandais Johan Bouman le fit assécher par des compatriotes spécialisés dans cette technique en créant un bassin de rétention appelé « bassin hollandais ». Les ouvriers et artisans étaient tout logiquement logés dans le quartier hollandais. En outre, la construction de l'église française sur un sol peu stable représenta à l'époque une prouesse technique indéniable.  Pour obtenir un sous-sol et une fondation fiables, il fallut creuser à presque 6 m de profondeur et renforcer la fosse des fondations de manière non négligeable. Une couche de pierre calcaire en-dessous de la couche de terre en surface devait empêcher que l'humidité ne remonte ou  ne s'infiltre dans le bâtiment. 

La conception et la préparation des plans de l'église française ont été réalisées par l'architecte très sollicité par le roi prussien Frédéric II de Prusse, Georg Wenzeslaus von Knobelsdorff. Malheureusement, dès le début des travaux, il était déjà gravement malade. C'est Johan Bouman qui supervisa la réalisation du projet. Le modèle utilisé pour ce bâtiment était le Panthéon de Rome : comme lui, le bâtiment potsdamois a un corps central flanqué d’une coupole dans le respect des proportions et des caractéristiques majeures du modèle de départ. La forme basique de l'église est ovale avec 19,83 m de largeur et 15,23 m de profondeur. La maçonnerie a une épaisseur de 1,65 m.  Le socle est renforcé par du grès crépi. 
La coupole plus ramassée que dans l’original a été construite  par le célèbre architecte du classicisme prussien, Karl Friedrich Schinkel ; 80 ans plus tard, elle fut considérée comme très osée d'un point de vue de la statique. De chaque côté de l'entrée, une niche accueille les statues du sculpteur Friedrich Christian Glume représentant deux allégories :  la charité (caritas) et l'espérance (spes). Conformément au rite liturgique réformé français,  l’intérieur a été aménagé sans grande décoration, tout est axé sur la partie centrale du bâtiment.  L’ensemble fait donc  l'effet d'un amphithéâtre, renforcé par la galerie en bois sur toute la circonférence du bâtiment. Les murs étaient de couleur rose antique, très appréciée à l'époque baroque, alors que les bancs étaient vraisemblablement blancs. Le vitrage des fenêtres était transparent et sans couleur.

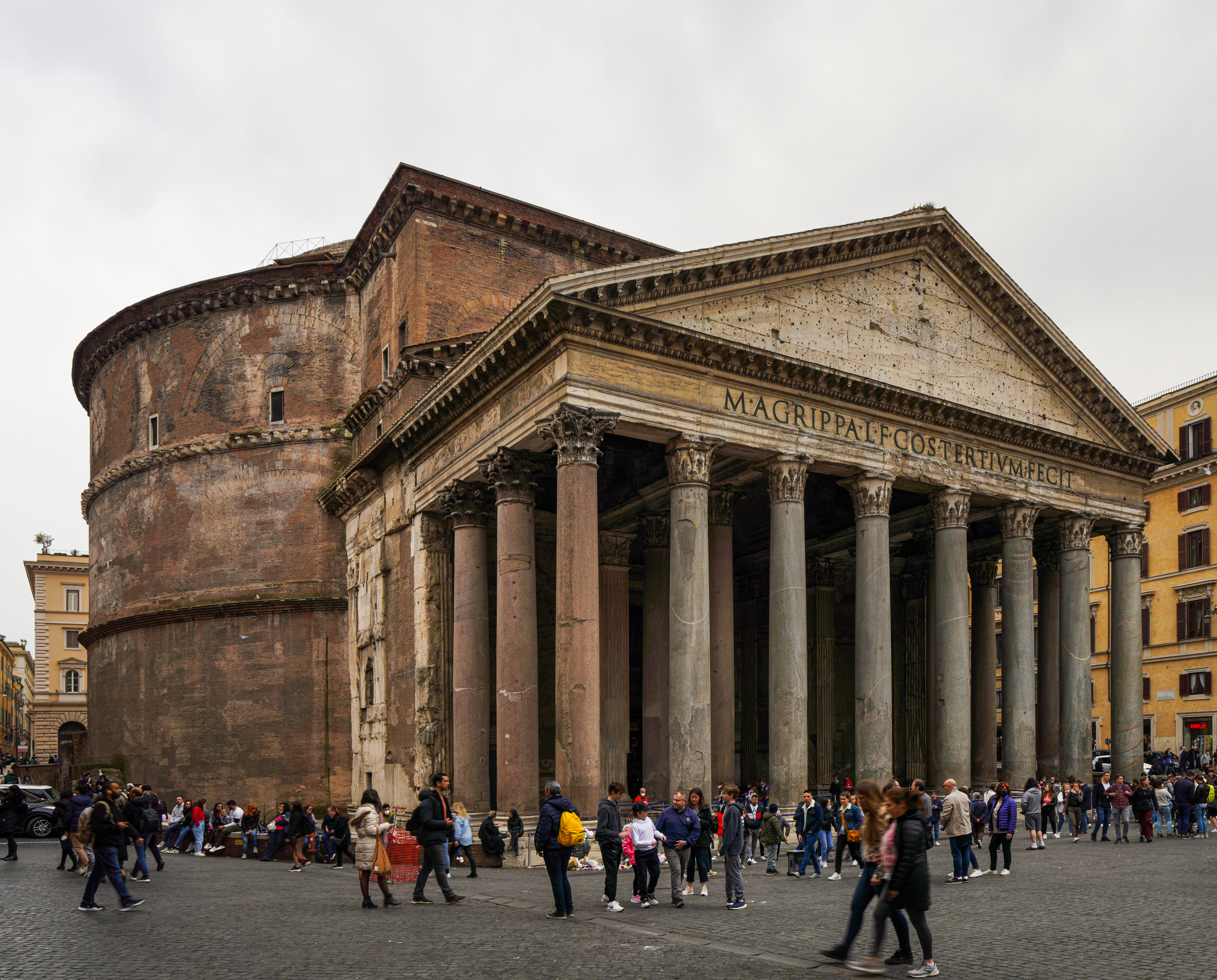
Le Panthéon à Rome
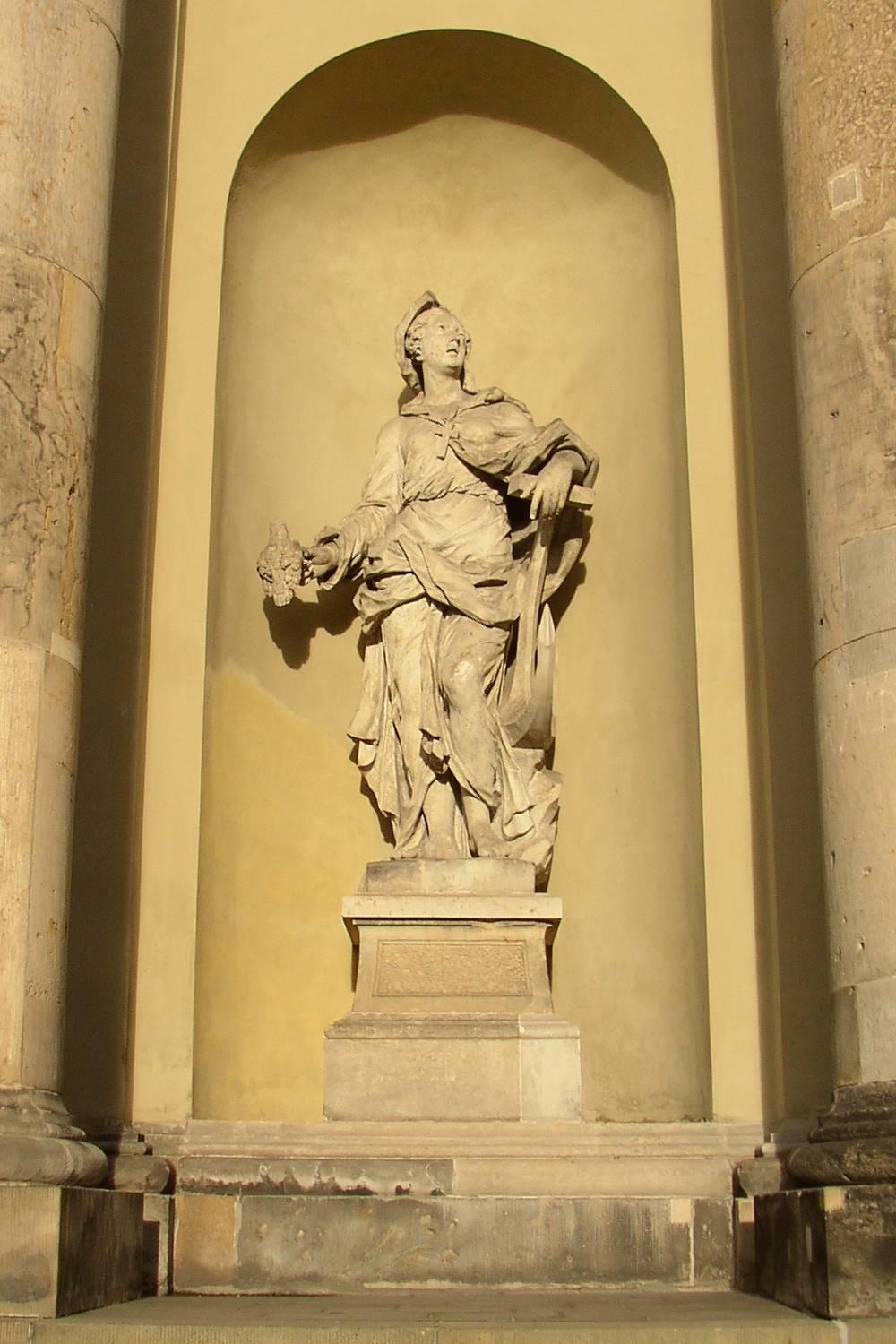
Allégorie de Glume à gauche de l'entrée
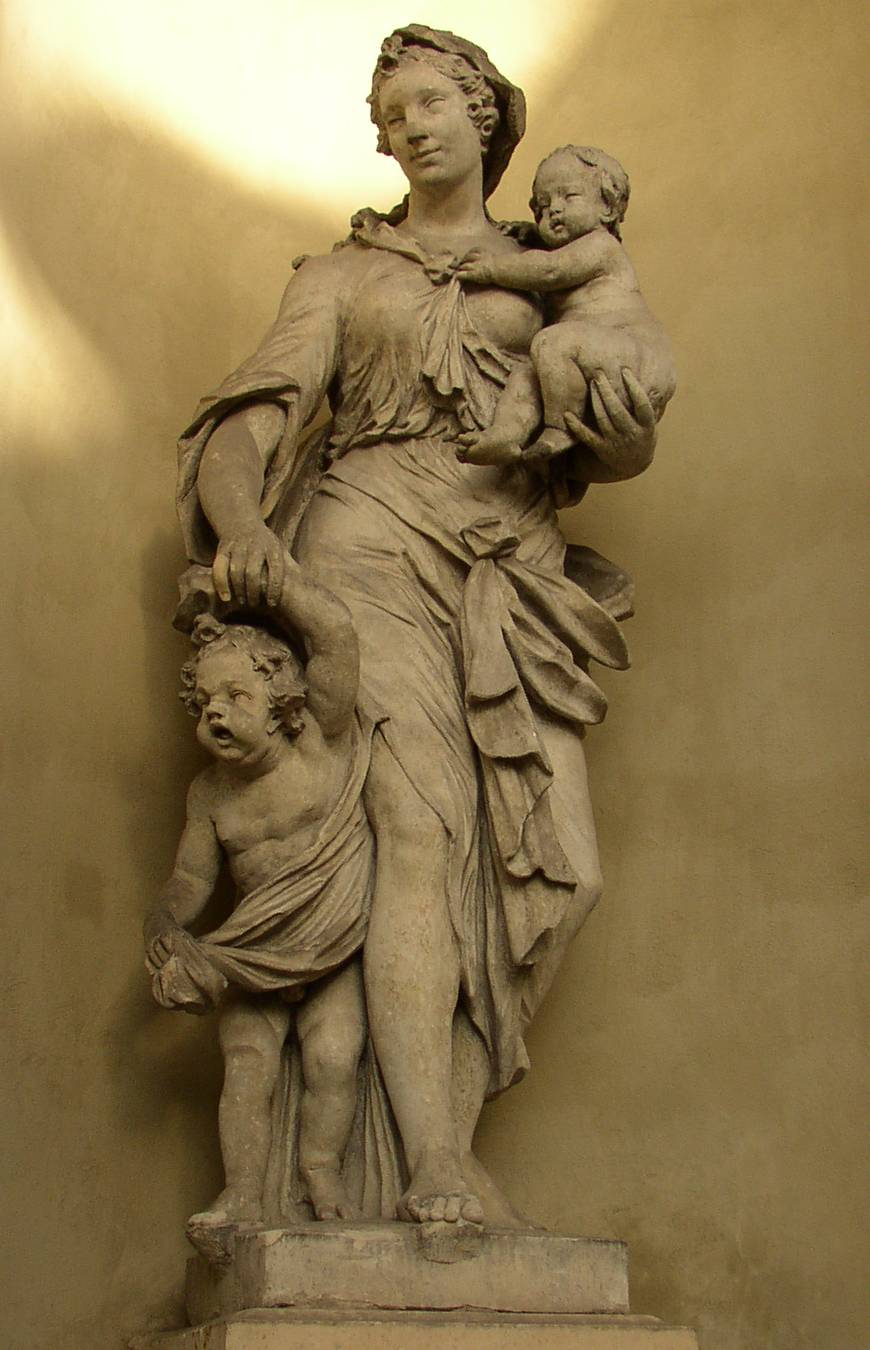
Allégorie de Glume à droite de l'entrée

### Transformations duXIXesiècle

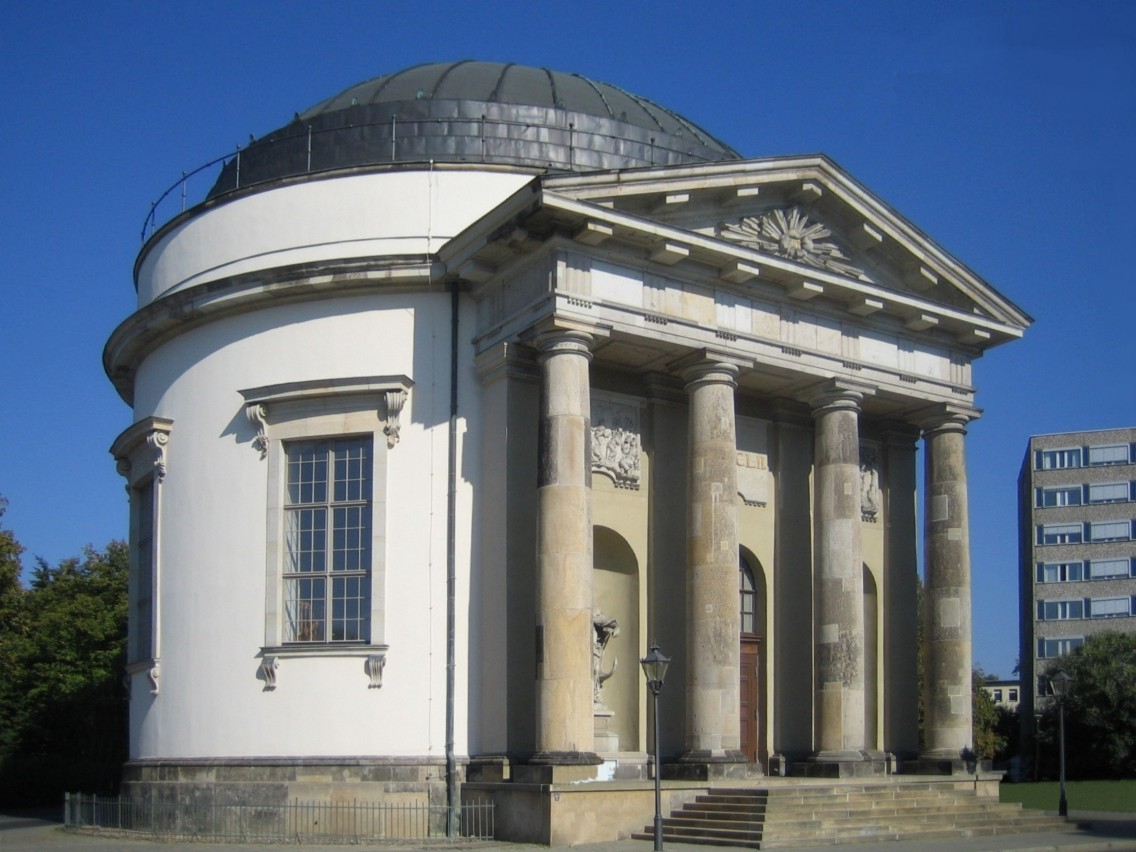
Vue de profil de l'église française de Potsdam

Au XIXe siècle, Karl Friedrich Schinkel  se vit confier la tâche de modifier l'espace intérieur. Le temps faisant son œuvre,  de nombreuses réparations s’avéraient nécessaires. Des morceaux du crépi ou de pierre tombaient déjà de la coupole. Pendant l'occupation française napoléonienne de 1806 à 1808, l’intérieur servit de magasin pour la cavalerie ;  il fut grandement endommagé. Schinkel trouva les bancs dans un état proche de la pourriture, mités par les vers ;  les fenêtres étaient partiellement bouchées par des planches clouées, le sol en brique était dangereux parce qu'il n'était plus de niveau ou bosselé.  
Schinkel respecta le travail préliminaire de Knobelsdorff pendant ses travaux de  rénovation de 1832 à 1834. Il refusa d’y adjoindre la sacristie qu’on lui avait été demandée afin de ne pas déformer l’esprit général du bâtiment originel. L'impression globale plutôt austère de l'intérieur a également été conservée. Par ailleurs, il ajouta  un mur pour accueillir une chaire et conféra ainsi à l'espace intérieur de l'église une impression plutôt frontale. Grâce à une deuxième galerie, il put doubler la capacité des places assises disponibles. Les couleurs claires aux tonalités grise et verdâtre impactent la première impression que l'on a de l'ensemble en entrant. 

D’autres dégâts sont apparus en 1856-57 quand la mérule pleureuse a attaqué les boiseries. Il fallut fermer l’église et faire des travaux d’assainissement. Le décor intérieur a été peint cette fois en brun foncé et noir. 
L’église fut à nouveau fermée au culte en 1881 pour deux années complètes afin de procéder à des travaux de rénovation conséquents. Cela se répercuta encore une fois sur la décoration intérieure, réalisée selon le goût wilhelminien en vogue : éléments décoratifs  en stuc, plafond à caissons et rosaces en bleu, rouge et or dans la coupole, vitrage des fenêtres coloré. La paroi de la chaire fut plus décorée et on lui ajouta une croix. 

### Transformations desXXeetXXIesiècles

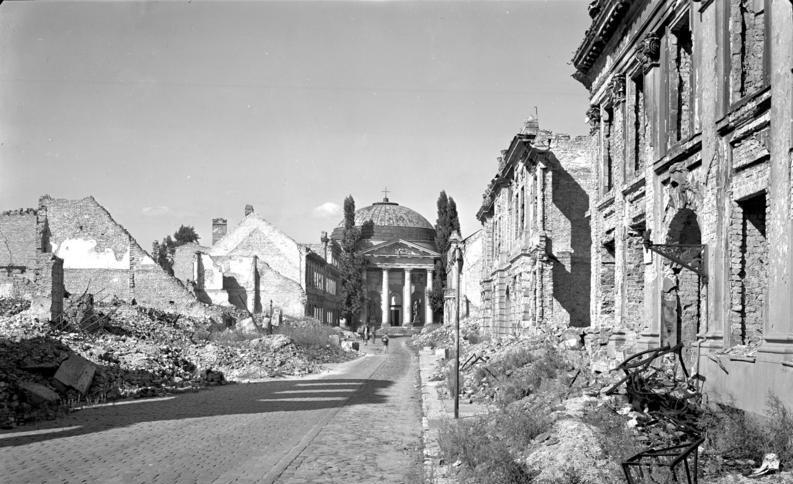
État de la rue française et de l'église française en 1945, Bundesarchiv image no 170-415

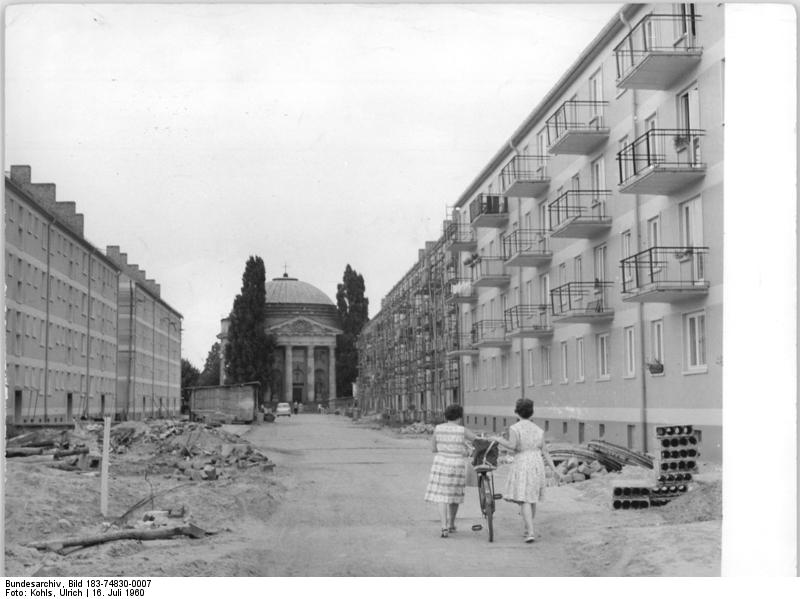
Potsdam en 1960, RDA,, Rue Joliot-Curie, Bundesarchiv image no 183-74830-0007

Dans les années 1920, une partie des modifications précédentes ont été reprises afin de revenir à la version de Schinkel comme pour le coloris de la chaire, des galeries et des bancs. 
En raison de l’affaissement du bâtiment à la suite d'une modification du niveau de la nappe phréatique, il fallut à nouveau intervenir sur la structure principale de l’église. 
Le bombardement de la ville la nuit du 14 avril 1945 par la RAF a pratiquement détruit tout le quartier français. L’église française à l’extrémité nord du quartier en sortit quasi indemne, il fallut juste réparer les vitres de manière provisoire. Les effets de la guerre ont néanmoins laissé des traces comme les infiltrations dans la coupole, le crépi qui s’effritait et tombait dans le cœur du bâtiment, l’enduit extérieur était également défectueux. Les fenêtres provisoires devinrent rapidement non étanches et les mesures de sécurité basiques ne pouvaient être assurées par manque de fonds tant dans la commune que pour la RDA. Au milieu des années 1960, l’église française fut fermée pour cause de délabrement de l’édifice.  
Grâce à des fonds de démarrage rapide avancés par une fondation du milieu de la presse, mais aussi par des dons privés et des subventions publiques, l’église française a pu être rénovée par étapes successives depuis 1990. Ce n’est qu’en 2003 que les fenêtres provisoires d’après-guerre purent être remplacées et les travaux de peinture intérieurs finalisés.

## Traditions huguenotes dans l’église française de Potsdam

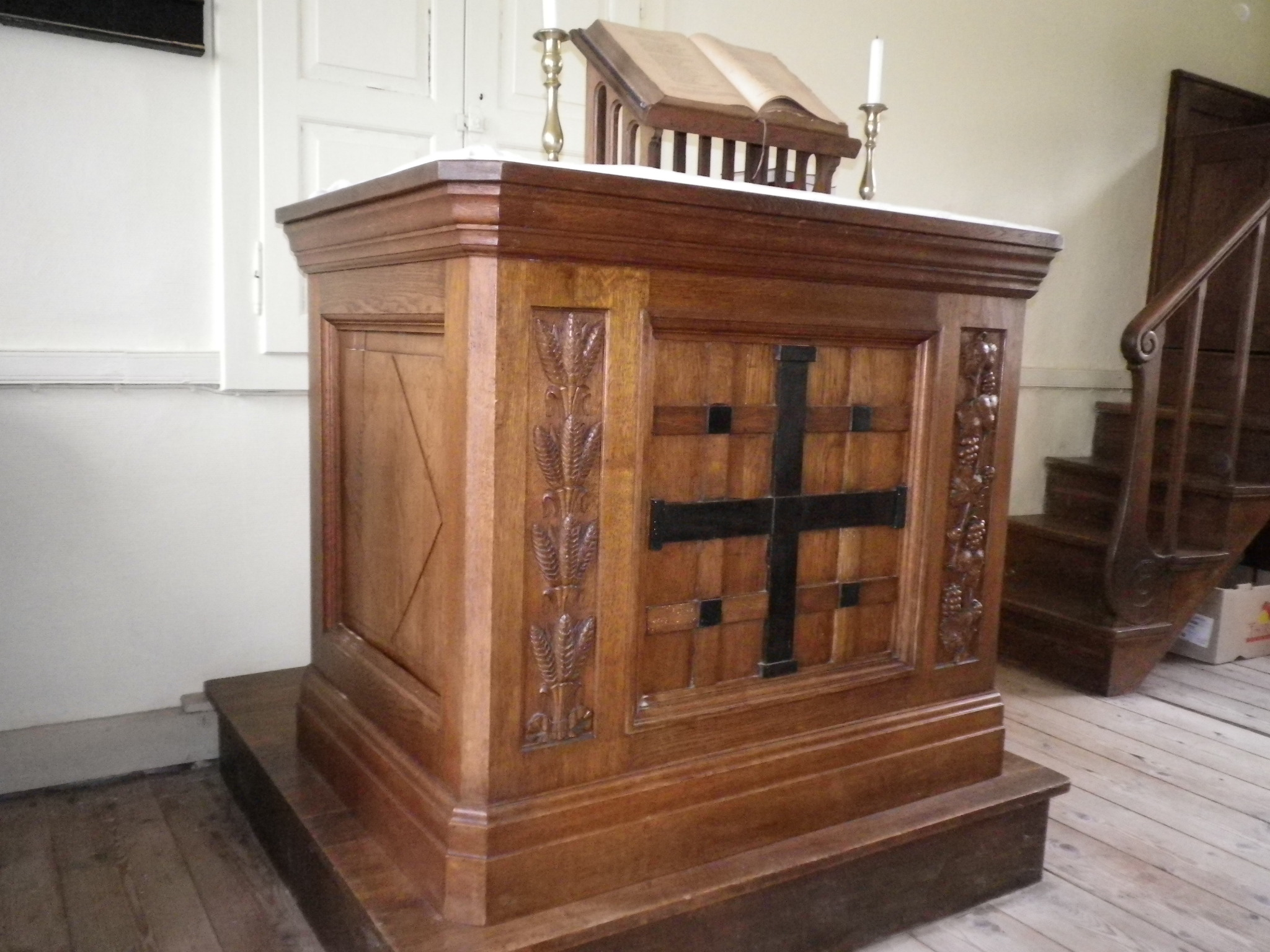
Table de Sainte-Cène, temple réformé Lafrimbolle, Moselle (57).

L’église française de Potsdam est dans la lignée des temples tels qu’ils furent bâtis en France ou en Suisse au moment de l’exil des réfugiés. 
Puisque cette église a été conçue dès le départ comme un lieu de culte réformé, la décoration intérieure reflète de prime abord le goût et les attentes des fidèles dont le cœur de la célébration demeurent le texte sacré et l’enseignement du pasteur. En conséquence, les édifices religieux de cette communauté comportent en priorité une chaire, la table de communion,  la Bible et une organisation des bancs et des galeries pour la communauté en hémicycle autour de la chaire, ce qui a pour effet de centrer l’office sur la prédication du ministre. 
L’espace central est généralement vide car le vide symbolise le sacré. Tout membre de la communauté doit se sentir égal en droit et en valeur par rapport à ses coreligionnaires indépendamment de leur statut. Il n’y a pas en principe d’autel, de fonts baptismaux, de cierges, de croix ou crucifix, d’icônes ou de tableaux au mur. Mais il faut nuancer le propos car certains temples étaient à l'origine des églises catholiques dont les fonts baptismaux ont été conservés. Il existe également des temples en France où on trouve des croix simples apparues vers le XIXe siècle. L’intérieur de l’église française est par conséquent d’une sobriété élégante sans fioritures. De même, l'église française de Potsdam est un bâtiment ovale à l'instar des tout premiers temples réformés comme le temple de Quevilly; on cite aussi souvent le célèbre temple de Paradis de Lyon (1564-1567) dont on n'a pas la preuve formelle qu'il était ovale, mais les autorités réformées de cette période insistèrent effectivement souvent sur la nécessité de couper avec le lieu ecclésial sacré opposé au lieu de réunion où prime la parole à entendre. La forme du théâtre shakespearien fut parfois évoquée pour expliquer cette évolution dans la forme générale des temples. D'autres chercheurs et observateurs comme Androuet du Cerceau ou Serlio  pensent que le plan circulaire a été inspiré du  Panthéon à Rome. Dans le cas de l'église française de Potsdam bâtie un siècle plus tard, la parenté avec l'édifice romain ne fait aucun doute.

## Histoire de la communauté réformée française à Potsdam
Les premiers réfugiés huguenots arrivèrent en 1686 à Potsdam et dans le Brandebourg en général, donnant suite à l’édit de Potsdam ou « Édit de tolérance » promulgué par le Grand Électeur Frédéric-Guillaume Ier de Brandebourg. Sur un total de réfugiés estimé à 200 000 personnes, environ 30 000 huguenots partirent dans des États allemands, et parmi eux 25000 pour le Brandebourg. 1800 personnes provenaient de Metz, soit 41% du total de la population protestante messine. très peu de huguenots restèrent à Potsdam car la ville n’est pas encore aussi attractive et économiquement intéressante pour les nouveaux venus que la capitale Berlin, distante de seulement 33 km.   Néanmoins, dès que le roi Frédéric-Guillaume Ier de Prusse démarra les premières mesures d’extension de Potsdam, dites baroques, et notamment la construction du quartier français (environ 50 maisons), le nombre des réformés français augmenta rapidement. « L’Église reformée de France » y fut  fondée le 21 juillet 1723. Le 19 octobre 1731, la colonie française, comme on l’appelait à cette époque, formait une communauté autonome sur le plan politique, cultuel et culturel. Elle disposait de sa propre constitution, d’un juge et de policiers et de greffiers réservés à la colonie. Il n’y avait pas que des Français dans cette communauté de foi : des Palatins, des Suisses, des Hongrois et des Néerlandais en faisaient partie, comme les architectes Pierre de Gayette et Johan Bouman. Le rôle de l’éducation et de l’engagement au service de la communauté était primordial. Les écoles et les institutions de chercheurs furent également fondées par des huguenots pour favoriser la formation et d’éducation. L’enseignement se faisait en langue française, tout comme d’ailleurs l’office dominical. Il fallait préserver l’identité à la fois religieuse, culturelle et linguistique de ses membres, dans la mesure où les réfugiés français ont d’abord cru au caractère provisoire de « l’édit de Fontainebleau ». 
Les guerres napoléoniennes et l’arrivée des troupes d’occupation françaises en Prusse bousculèrent les certitudes des huguenots qui furent rattrapés dans leurs terres d’exil par la volonté d’hégémonie d’un souverain français et pro-catholique[réf. nécessaire]. Un processus d’acculturation et de germanisation s’installe progressivement au sein de la communauté française du Brandebourg dont le premier effet sera l’abandon de la langue française au plus tard à la fin du XIXe siècle. La nostalgie de la France s’estompe presque totalement. À la suite de l’élément déclencheur que fut la défaite de la Prusse en 1806 contre Napoléon, les réformes prussiennes annulent les anciens privilèges de différentes communautés au statut particulier et suppriment la colonie française. Les huguenots s’engagent contre l’occupant français, apparaissent aux yeux des autochtones presque plus allemands qu’eux-mêmes tant leur sursaut patriotique et le nouveau sentiment d’appartenance à une nation les incitaient à choisir définitivement leur patrie entre une France qui avait bien changé en un siècle et une Prusse devenue membre à part entière dans le concert international des royaumes influents. Avec « l’Union des églises prussiennes » de 1817, la communauté réformée du royaume est unie avec l’église luthérienne de Prusse. 
La communauté française perdit son école francophone au moment de la guerre franco-allemande de 1870. Dans la foulée, les offices en langue française furent abandonnés puisque la maîtrise de la langue diminuait au fur et à mesure que les anciens huguenots se germanisaient. Après la Première Guerre mondiale, le presbytère refusa le regroupement avec l’église française de Berlin. Pendant le national-socialisme, la  communauté refusa également de détruire l’inscription gravée dans la gloriole du portique, le tétragramme YHWH, considérée comme des caractères juifs. Ce fut accepté par le régime à la condition d’enlever la dorure des lettres. 
La moitié de la communauté est décédée après la Seconde Guerre mondiale ou partie en exil. L’église française servit de refuge et d’église de secours pour la paroisse de l’Esprit-Saint après que son église a été bombardée en 1945. Lorsque cette paroisse fusionna avec celle de l’Église Saint-Nicolas de Potsdam, l’église française fut évacuée et laissée dans un état de délabrement avancé. Elle fut fermée en 1968. La communauté réformée de Potsdam se réunissait dans une maison paroissiale en bordure du quartier hollandais.

## La communauté française réformée de Potsdam aujourd’hui
Le nombre des offices a légèrement augmenté depuis le milieu des années 1980. Un nouveau pasteur fut embauché à mi-temps et quelques nouveaux jeunes membres se sont inscrits. La maison paroissiale fut remise à neuf et on rétablit des liens avec la France. Après la réunification, un magasin « Artisans du monde » y fut installé pour attirer l’attention des passants sur l’existence d’une communauté dans ces locaux. 
En 2006, le nombre des fidèles est monté à environ 200. Trois offices sont célébrés par mois et les cours des confirmands sont assurés en plus des activités fréquentes pour les communautés chrétiennes comme les journées thématiques, les semaines bibliques, les concerts d’orgue ou des représentations théâtrales entre autres. 
Une équipe de bénévoles assure l’accueil quotidien des visiteurs à l’église française. La communauté réformée française fait partie du cercle des églises réformées au sein de  l’Église protestante Berlin-Brandebourg-Haute Lusace silésienne. Elle est également membre de la Fédération réformée en Allemagne. 